# Frederick Scott Archer

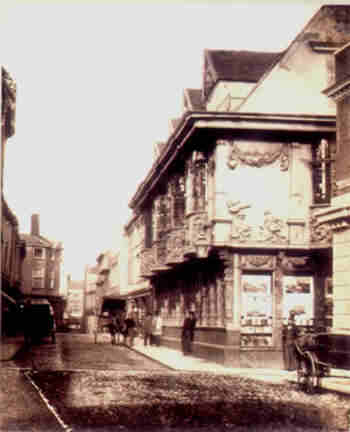
Frederick Scott Archer: Sparrow House, 1857

Frederick Scott Archer (1813 Bishop's Stortford, Spojené království – 1857) byl jedním ze zakladatelů moderní fotografie. Vynalezl metodu mokrého kolodiového procesu a ambrotypie.

## Život
O životě tohoto zakladatele moderní fotografie mnoho nevíme. Jen několik útržků z jeho života zaznamenala manželka Fanny G. Archer po jeho smrti. Od ní víme, že se narodil do řeznické rodiny v městečku Bishop Stortford v Anglii v roce 1813. Ještě jako malý chlapec ztratil oba rodiče a byl vychováván vzdálenými příbuznými a přáteli.
Byl dán do učení na stříbrotepce. Setkání se starožitnými mincemi a drahými kameny pocházejícími z celého světa mu učarovalo a přivedlo k hlubšímu studiu numismatiky. Později se také po určitou dobu oceňováním mincí živil. Výtvarná stránka mincí ho také inspirovala k dalšímu jeho zájmu a zaměstnání – sochařství. Za pomoci přátel založil na Henrietta Street v Londýně sochařské studio, které se orientovalo na tvorbu bust. Řada z lidí, kteří se nechali v jeho studiu portrétovat, náležela k známým osobnostem své doby (Marquis of Northampton, lord Albert Conyngham, William Smith) a jejich busty vytvořené Archerovým studiem můžeme dodnes obdivovat v National Portrait Gallery v Londýně.
V roce 1847 začal ve svém studiu využívat fotografii jako prostředku zjednodušení a zpřesnění sochařské práce. Využíval techniku kalotypie, kterou se naučil od svého lékaře Hugh W. Diamonda. Snažil se eliminovat nepříjemný vliv struktury papíru na kvalitu výsledné fotografie napouštěním papíru kolodiem. Stále však nemohl dosáhnout uspokojivé adheze obou materiálů. Zlepšení kvality se mu nepodařilo ani po použití vaječného bílku, želatiny či škrobu. To ho přivedlo na myšlenku hledat za papír náhradu. V té době (1849) se už zcela věnoval fotografii, a to ve svém novém studiu ve vlastním domě na Great Russell Street v Bloomsbury. Tady také dospěl ke svému nejdůležitějšímu vynálezu – zaměnil papír za sklo a potáhnul ho jodizovaným kolodiem.
První fotografie vytvořené touto metodou ukázal svým přátelům již v roce 1850. Po jejím opakovaném ověřování pak konečně o rok později publikoval v časopise „Chemist“ svůj (dnes již klasický a do roku 2001 téměř zapomenutý) článek „Využití kolodia ve fotografii“, který zcela změnil směr dalšího vývoje fotografie. V něm prezentoval nejen výhody využití kolodia při fotografování, ale nabídl i podrobné instrukce pro jeho správnou aplikaci.
Zpráva o nové technologii se rychle šířila a již následující rok mohl psát jeden z průkopníků fotografie Fox Talbot svému příteli fotografu Johnu Dillwynovi Llewelynovi o svém údivu nad schopností takto snímané fotografie zachytit vlny na hladině, vítr nebo kouř. O dva roky později (1854) už sám Llewelyn ohromil na Světové výstavě v Londýně svými „instantními“ fotografiemi, zaznamenávajícími vlny na vodní hladině, lidi v pohybu, mraky a příboj tříštící se o pobřeží, kouř vycházející z lodního komína apod.
Archer vynález nikdy nepatentoval, a tak zůstal k volnému využití všem, kteří o něj měli zájem. Nakonec dokonce musel čelit nařčení Foxe Talbota, že jeho vynález je součástí Talbotova patentu na kalotypii. Talbot v té době publikoval výzvu, aby nebyla Archerova metoda využívána bez jeho (samozřejmě placené) autorizace. Dočasně se mu tak dokonce podařilo několik fotografů donutit svá fotografická studia zavřít. Talbot byl ale nakonec kvůli svým neopodstatněným požadavkům zesměšněn a prohrál i soudní spor, který sám vyvolal.
Je jisté, že Archer mohl na případném patentování svého vynálezu nepředstavitelně zbohatnout. Místo toho však v roce 1854 publikoval podrobný manuál používání kolodia s názvem „The Collodion process on Glass“. To stimulovalo tisíce lidí k jeho využití. To, že Archer svůj vynález nepatentoval, nebyl důsledek jeho neschopnosti, ale projev jeho velkorysé a skromné osobnosti, jež se o své poznatky ráda nezištně podělila, ačkoliv byl k podání patentu svými přáteli opakovaně vyzýván a některé své další vynálezy i sám patentoval.
Ironií osudu zůstává, že Archer ve svých 44 letech v roce 1857 zemřel – v bídě a téměř zapomnění. Teprve po jeho smrti byla uskutečněna malá sbírka na podporu jeho rodiny a přiznána malá státní renta pro vdovu. Po její smrti se pouze jedno ze tří osiřelých dětí dožilo dospělosti. Jeho další osud není znám.

## Nejvýznamnější objevy

### Mokrý kolodiový proces

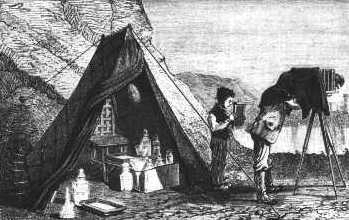
Ukázka vybavení fotografa využívajícího mokrý kolodiový proces

Tento vynález je nejvýznamnějším vynálezem Scotta Archera, neboť zajistil tvorbu kvalitního negativu umožňujícího dokonalou reprodukci fotografií. Velmi rychle tak nahradil předešlé postupy (daguerrotypii a především kalotypii). Přínosem nebyla jen možnost vytvořit kvalitní obraz a kvalitně ho reprodukovat, ale také výrazné zkrácení expozičního času v řádech několika sekund, což umožnilo rozšířit aplikaci fotografie na rychle probíhající či krátce trvající jevy. Zanedbatelný nebyl ani pokles finančních nákladů a snížení možnosti otravy (především oproti daguerrotypii).
Tajemstvím Archerova úspěchu byla schopnost rozpoznat jedinečné vlastnosti nedávno objeveného kolodia (do té doby využívaného téměř výhradně jen ve zdravotnictví jako obvazového materiálu) a podívat se na problém „z druhé strany“. Tak byla skloubena schopnost kolodia vytvářet tenký, hydrofobní film přilnavý ke sklu na jedné straně a průhlednost skla, nevnášející žádný šum do vznikajícího obrazu, na straně druhé. Archer využil i některé další své poznatky a vynálezy, jako například rychlejší a účinnější vývojku, v níž byla do té doby používaná kyselina gallová nahrazena kyselinou pyrogallovou.
Archerův postup byl velmi jednoduchý – smíchal kolodium s jodidem draselným a (na skleněné desce) vzniklý film pak namáčel do roztoku dusičnanu stříbrného. Tato kombinace přinesla výrazné zcitlivění snímající fotografické desky, čímž se výrazně zkrátil čas expozice za dosažení dokonalého obrazu. Jedinou (a bohužel ne nevýznamnou) nevýhodou tohoto procesu zůstalo, že po celou dobu musely desky zůstat vlhké až do momentu expozice. Vzhledem k tomu, že kolodium schne rychle, musely se desky připravovat těsně před fotografováním a fotograf tak musel na cestě za pořízením snímků nosit celou příruční laboratoř a temnou komoru. Jejich vysušováním se totiž výrazně snižovala citlivost.
Důležitým aspektem tehdejší fotografie byla také absence jakékoliv možnosti zvětšení fotografie – výsledný formát printu byl shodný s velikostí desky (a tedy fotografického přístroje). Dnes již do jisté míry kuriózně může působit také další aspekt používání kolodia. Využívaná směs byla totiž nejen vysoce hořlavá, ale také explozivní.

### Ambrotypie
Archerův další vynález (na němž se podílel také amatérský fotograf a právník Peter Fry) byl objev jevu nazývaného ambrotypie (nebo také koloidní pozitiv). Jeho podstatou je skutečnost, že stříbrné soli v podexponovaném negativu odráží světlo. Ten se proto podložený tmavým podkladem (nejčastěji sametem nebo lakem) jeví jako pozitiv. Tato metoda byla velice populární a používala se přes dvacet let v období 1850–1880, stejně jako koloidní proces jako takový. Výsledek ambrotypie se podobal daguerrotypii, obraz však vznikal na zcela odlišném principu, který umožňoval pozorovat obraz v libovolném úhlu, a byl především výrazně levnější a rychlejší.

### Důležité publikace
- 1850 Článek o využití kyseliny pyrogalové ve vývojce (časopis Chemist)
- 1851 „Využití kolodia ve fotografii“ (časopis Chemist)
- 1854 „The Collodion process on Glass“

## Kontroverze s kolodiovým procesem
Vynález mokrého kolodivého procesu, nejběžnějšího procesu fotografování mezi lety 1855 a 1881, je obvykle přiznáván Fredericku Scottovi Archerovi, který publikoval metodu v roce 1851 a řekl, že ho vynalezl již v roce 1848. Jeho metoda umožňovala fotografům kombinovat jemné detaily daguerreotype s možností tisknout více kopií na papír, podobně jako kalotypie.
Dalším kandidátem byl Gustave Le Gray, který v roce 1850 publikoval jiný, méně praktický kolodiový proces. Ale až do konce svého života Robert Jefferson Bingham hrdě prohlašoval, že byl první, kdo o kolódiovém procesu psal, a to buď ve své knize z roku 1848, nebo ve vydání z ledna 1850, což z něho dělá vynálezce tohoto procesu. Zatímco je obecně uznáván jako jeden z prvních vynálezců, kteří nezávisle navrhli kolodium jako alternativu k papíru, vynález je obvykle připisován Archerovi, protože jako první publikoval prakticky použitelný popis procesu.

## O Archerovi po jeho smrti
V roce 1857 byla po smrti S. Archera publikována v časopise „Punch“ tato pocta a výzva ke sbírce na pomoc jeho rodině:
| „ | Synům Slunce! Vynálezce koloidního procesu zemřel, zanechávaje svůj vynález nepatentovaný, k obohacení tisíců, a svou rodinu nezaopatřenou, k boji o holý život. Nyní bychom měli fotografovi citlivému téměř jako kolodium, panu Scottu Archerovi, pomoci. Je třeba přinést stříbro (nebo zlato), aby se jisté tváře, nyní v temnotách, krásně rozzářily, díky skutku do této doby mezi fotografy nevídaného. Staří spisovatelé uvádějí, že pouze Statečnost byla přijata do Chrámu Slunce. Vy, fotografové, usaďte zatím Laskavost ve svých malých skleněných chrámech Slunce a obětujte, podle svého úsudku, na paměť oslavence příspěvek na jeho rodinu. | “ |

V září roku 2001 uspořádaly známé fotografické domy (George Eastman House, International Museum of Photography, The Collodion Journal) konferenci a výstavu u příležitosti 150 let prvního publikování Archerova objevu koloidního procesu.

## Galerie
Ukázky fotografií uplatňujících Archerovy postupy a vynálezy:

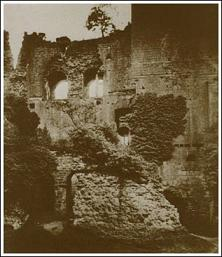
Caesarova věž v Kenilworth (F. S. Archer, 50. léta 19. století)
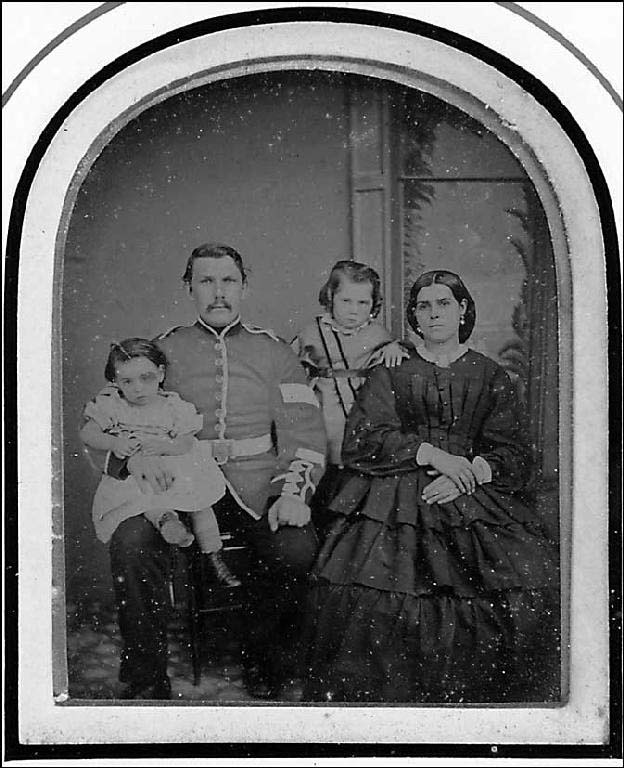
Portrét rodiny strážmistra (ukázka ambrotypie, Archerovo autorství nejisté)